# Liste der Flughäfen und Flugplätze in Belize

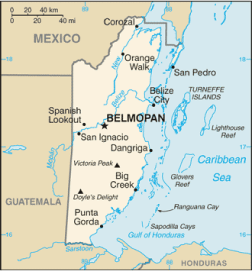
Karte von Belize

Die Liste der Flughäfen und Flugplätze in Belize zeigt die zivilen Flughäfen und Flugplätze des mittelamerikanischen Staates Belize, geordnet nach Orten.
| Ort                 | Provinz | ICAO-Code | IATA-Code | Name des Flughafens                           | Koordinaten                  | Start- und Landebahn  |
| ------------------- | ------- | --------- | --------- | --------------------------------------------- | ---------------------------- | --------------------- |
| Belize City         | BZ      | MZBZ      | BZE       | Belize City Ladyville                         | 17° 32′ 58″ N, 88° 17′ 31″ W | 9900 × 150 m, Asphalt |
| Belize City         | BZ      | MZBE      | TZA       | Belize City Municipal (John Greif II Airport) | 17° 31′ 0″ N, 88° 11′ 41″ W  | 3500 × 60 m, Asphalt  |
| Belmopan            | CY      | MZBP      | BCV       | Hector Silva Airstrip                         | 17° 16′ 10″ N, 88° 46′ 34″ W | 3600 × 60 m, Asphalt  |
| Big Creek           | SC      | MZBG      | BGK       | Big Creek Airstrip                            | 16° 31′ 13″ N, 88° 24′ 36″ W | 1925 × 30 m, Asphalt  |
| Caye Caulker        | BZ      | MZCK      | CUK       | Caye Caulker Airport                          | 17° 44′ 6″ N, 88° 1′ 58″ W   | 2825 × 40 m, Asphalt  |
| Caye Chapel         | BZ      | MZCP      | CYC       | Caye Chapel Airport                           | 17° 41′ 2″ N, 88° 2′ 42″ W   | 1032 m, Asphalt       |
| Chan Chen           | CZ      | MZJC      |           | Johnny Chan Chen Airstrip                     | 18° 26′ 26″ N, 88° 27′ 12″ W | 1050 m, Gras          |
| Corozal             | CZ      | MZCZ      | CZH       | Flughafen Corozal (Ranchito Airstrip)         | 18° 22′ 54″ N, 88° 24′ 42″ W | 2200 × 30 m, Asphalt  |
| Dangriga            | SC      | MZPB      | DGA       | Flugplatz Dangriga                            | 16° 58′ 57″ N, 88° 13′ 50″ W | 2600 × 30 m, Asphalt  |
| Gallon Jug          | OW      | MZGJ      |           | Chan Chich Airstrip                           | 17° 34′ 0″ N, 89° 3′ 0″ W    | 955 m, Asphalt        |
| Hope Creek (Belize) | SC      | MZML      | MDB       | Melinda Airport                               | 17° 0′ 9″ N, 88° 18′ 5″ W    | 2080 × 25 m, Asphalt  |
| Independence        | SC      | MZSV      | INB       | Savannah Airport                              | 16° 32′ 4″ N, 88° 26′ 29″ W  | 1925 × 30 m, Asphalt  |
| Mountain Pine Ridge | CY      |           |           | Flugplatz Privacion                           | 17° 2′ 7″ N, 88° 58′ 51″ W   | 3000 × 60 m, Asphalt  |
| Orange Walk         | OW      | MZTH      | ORZ       | Orange Walk Airstrip                          | 18° 2′ 49″ N, 88° 35′ 3″ W   | 1925 × 30 m, Asphalt  |
| Placencia           | SC      | MZPL      | PLJ       | Flughafen Placencia                           | 16° 32′ 13″ N, 88° 21′ 42″ W | 2775 × 40 m, Asphalt  |
| Punta Gorda         | TO      | MZPG      | PND       | Flughafen Punta Gorda                         | 16° 6′ 8″ N, 88° 48′ 29″ W   | 2450 × 25 m, Asphalt  |
| San Ignacio         | CY      | MZCF      | SQS       | Matthew Spain Airport                         | 17° 11′ 9″ N, 89° 0′ 35″ W   | 695 m, Asphalt        |
| San Ignacio         | CY      | MZMF      | CYD       | Maya Flats Airport                            | 17° 6′ 18″ N, 89° 6′ 4″ W    | 750 m, Asphalt        |
| San Pedro           | BZ      | MZSP      | SPR       | Flughafen San Pedro (John Greif II Airport)   | 17° 54′ 50″ N, 87° 58′ 16″ W | 3500 × 60 m, Asphalt  |
| Sarteneja           | CZ      | MZSJ      | SJX       | Flugplatz Sarteneja                           | 18° 21′ 21″ N, 88° 7′ 51″ W  | 2500 × 35 m, Asphalt  |
| Silver Creek        | SC      | MZKT      | SVK       | Silver Creek Airport                          | 16° 43′ 42″ N, 88° 22′ 9″ W  | 880 m, Schotter       |
| Turneffe            | BZ      | MZBB      |           | Blackbird Caye Airstrip                       | 17° 19′ 7″ N, 87° 47′ 52″ W  | 740 m, Korallensand   |